# Laure de Berny
Laure de Berny, născută cu numele Louise Antoinette Laure Hinner, (n. 23 mai 1777, Versailles - d. 27 iunie 1836, casa familiei La Bouleaunière, Grez-sur-Loing, în apropiere de Nemours) a fost muza și amanta lui Honoré de Balzac, pentru care a simțit o dragoste aproape maternă. Ea a fost prima și, se pare, cea mai mare pasiune a scriitorului.

## Biografie
Fiică a lui Philippe Joseph Hinner, „musicien ordinaire du Roy et de la chambre de la Reine”, harpist german venit din Wetzlar la cererea Curții Regale a Franței, și a Margueritei Louise Amélie Guelpee de la Borde, cameristă a reginei Maria Antoaneta, ea a fost fina regelui și a reginei. Nașii săi regali au fost reprezentați cu prilejul botezului ei, ce a avut loc în ziua următoare nașterii sale, de Louis-Antoine-Sophie de Vignerot du Plessis, al patrulea duce de Richelieu, și de Laure-Auguste de Fitz-James, prințesă de Chimay, doamnă de onoare a reginei. Ea a cunoscut fastul și frivolitatea de la curtea regală, iar mai apoi furtunile și conspirațiile din perioada Revoluției franceze.
În 1793 s-a căsătorit la vârsta de 15 ani și zece luni cu contele Gabriel de Berny, un tânăr rece și rezervat ce avea 24 de ani, cu care a avut nouă copii. Între anii 1799 și 1815 a avut o aventură cu André Campi, un apropiat al familiei lui Napoleon și secretar al lui Lucien Bonaparte la Ministerul de Interne. Ea a avut cu amantul o fiică, Julie, născută în 1804, și poate și alți copii ai săi.
În perioada iernii dintre anii 1821-1822, când s-a stabilit la Villeparisis, unde locuia familia lui Balzac, ea l-a cunoscut pe tânărul Honoré, care a fost angajat pentru a da lecții fetelor din casă. Tânărul de 22 de ani s-a îndrăgostit de această femeie scundă de 1,55 m, brunetă, cochetă, spirituală și plină de viață și care era cu un an mai mare decât mama lui. El i-a trimis scrisori înflăcărate, ale căror ciorne s-au păstrat. Ea l-a respins inițial, afirmând că este prea tânăr, și i-a propus să se căsătorească cu fiica ei, Julie. Balzac a perseverat și a reușit să o convingă în cele din urmă într-o seară de mai a anului 1822. El a decis să i se adreseze cu prenumele Laure, purtat de mama și de sora sa, și a folosit la adresa ei apelativul dilecta (iubita).

## Laure de Berny și Balzac
Doamna de Berny a urmărit fiecare pas din cariera lui Balzac, l-a sfătuit și i-a adus o tandrețe pe care Balzac nu o cunoscuse în casa natală. Ea l-a împrumutat cu bani în mai multe rânduri, în special pentru a înființa o editură și apoi pentru a cumpăra o tipografie. Fiul ei, Alexandre Deberny, a salvat de la faliment o parte a tipografiei lui Balzac din care a făcut o afacere înfloritoare: imprimeria „Deberny et Peignot”, care avea să dureze până în 1970.
La moartea doamnei de Berny, Balzac a scris bulversat:
„Persoana pe care am pierdut-o a fost mai mult decât o mamă, mai mult decât o prietenă, mai mult decât ar putea fi orice ființă pentru alta. [...] Ea m-a sprijinit cu vorba, cu fapta, cu devotament în timpul marilor furtuni. Dacă eu trăiesc, este datorită ei. Ea a fost totul pentru mine.”—Balzac
Ea i-a servit scriitorului ca model pentru personajele (printre altele) Doamna Firmiani, Doamna de Mortsauf din Crinul din vale și Pauline din Louis Lambert.

## Adaptări cinematografice
- Rolul doamnei de Berny este interpretat de Élina Labourdette în filmul de televiziune Un grand amour de Balzac, regizat de Jacqueline Susy și Wojciech Solarz și lansat în 1973, ce a ecranizat biografia lui Honoré de Balzac.
- Virna Lisi a jucat doamnei de Berny, în filmul de televiziune Balzac, regizat de Josée Dayan pentru TF1, în 1999.